# 4413 Mycerinos
4413 Mycerinos este un asteroid din centura principală, descoperit pe 24 septembrie 1960, de Cornelis van Houten și Tom Gehrels.